# Vijay Amritraj
Vijay Amritraj (tam.: விஜய் அமிர்தராஜ், czytaj Wiżaj Amritraż ur. 14 grudnia 1953 w Madrasie) – indyjski tenisista i aktor, olimpijczyk z Seulu (1988), reprezentant w Pucharze Davisa.
Amritraj ma dwóch braci, Ananda i Ashoka.

## Kariera tenisowa
Swój pierwszy sukces odniósł w 1973 roku w singlu. Doszedł do ćwierćfinałów dwóch turniejów Wielkiego Szlema – na Wimbledonie przegrał z Janem Kodešem, a w US Open poniósł porażkę z Kenem Rosewallem.
W 1976 roku Amritraj doszedł razem ze swoim bratem Anandem do półfinału Wimbledonu w deblu.
W 1979 roku awansował do 2. rundy Wimbledonu, w której przegrał z późniejszym mistrzem Björnem Borgiem 6:2, 4:6, 6:4, 6:7, 2:6 (Hindus pokonał go podczas ich pierwszego pojedynku, w 1974 roku).
W 1988 zagrał na igrzyskach olimpijskich w Seulu. W konkurencji singla odpadł w 1. rundzie, a w deblu w 2. rundzie (startował z Anandem Amritrajem).
W latach 1970–1988 Amritraj reprezentował Indie w Pucharze Davisa. Indie doszły z nim w składzie do finału w 1974 i 1987 roku. Łącznie w zawodach zagrał w 73 meczach, w 45 zwyciężając.

## Odznaczenia
- Order Padma Shri (1983)[2]

W 1974 roku uhonorowano go nagrodą Arjuna Award.
W 2024 roku został uhonorowany miejscem w Międzynarodowej Tenisowej Galerii Sławy.